# Matrika Yadav
Pour les articles homonymes, voir Yadav (homonymie).
Matrika Yadav, de son nom complet Matrika Prasad Yadav, âgé d'environ 49 ans (en 2008), né dans le district de Dhanusha, est un homme politique népalais, membre du Parti communiste du Népal (maoïste) (ou PCN-M).

## Éléments biographiques
Le 1er avril 2007, il intègre le cabinet intérimaire dirigé par Girija Prasad Koirala, par ailleurs président du parti Congrès népalais, avec les fonctions de ministre de la Forêt et de la Conservation de la terre. Comme ses collègues maoïstes, il quitte temporairement le cabinet, de septembre à décembre 2007, en raison de différends avec le Premier ministre. Il occupe de nouveau les mêmes fonctions, de décembre 2007 au 23 juillet 2008, date de la démission formelle du Premier ministre après l'installation de l'Assemblée constituante et l'élection du président de la République.
Le 10 avril 2008, lors de l'élection de l'Assemblée constituante, il est élu député dans le cadre du scrutin à la proportionnelle de liste au niveau national.
Le 31 août 2008, dans le cadre du programme minimal commun (en anglais : Common Minimum Programme ou CMP) de gouvernement entre les maoïstes, les marxistes-léninistes et le Forum, il est nommé ministre de la Réforme agraire dans le gouvernement dirigé par Pushpa Kamal Dahal (alias « Prachanda »), lors de la seconde série de nominations. Absent du Népal au moment de la nomination, il reçoit ses pouvoirs du Premier ministre, en présence du président de la République, Ram Baran Yadav (sans lien de parenté connu), le 4 septembre 2008. Il est remplacé, dans ses anciennes fonctions de ministre de la Forêt et de la Conservation de la terre, par Kiran Gurung, membre du PCN-MLU.

## Démission en septembre 2008
Le 20 septembre 2008, après trois semaines dans ses nouvelles fonctions, il est contraint à la démission, pour avoir refusé de présenter des excuses publiques pour son comportement jugé inapproprié par le bureau politique du PCN-M et par d'autres partis membres de la coalition gouvernementale. Cette crise prend son origine dans les inondations catastrophiques survenues deux semaines plus tôt dans le sud-est du Népal, après la rupture de digues sur la rivière Koshi, ayant causé la mort de dizaines de personnes et entraîné, pour des milliers de personnes, la perte de leur logis.
La Youth Communist League (YCL), mouvement de jeunesse du parti maoïste, avec le soutien de Matrika Yadav, s'empare alors d'immeubles et de terres, dans le district de Siraha, qui avaient été restitués à leurs propriétaires, afin de les redistribuer de manière autoritaire aux pauvres ou de reloger quelques-uns des nombreux sans-abri occasionnés par cette catastrophe.
Au-delà des protestations venant de l'opposition, notamment du Congrès népalais, dirigé par l'ancien Premier ministre Girija Prasad Koirala, des partis signataires du programme minimal commun de gouvernement s'élèvent contre l'action du ministre, notamment Upendra Yadav, ministre des Affaires étrangères et président du Forum des droits du peuple madhesi, Népal (MJF), qui intervient auprès du ministre de l'Intérieur, Bam Dev Gautam, membre du Parti communiste du Népal (marxiste-léniniste unifié) (PCN-MLU), lequel finit par envoyer les forces de l'ordre pour mettre fin aux occupations.
L'un des ministres issus du PCN-MLU, Kiran Gurung, successeur de Matrika Yadav au portfeuille de la Forêt et de la Conservation de la terre, accuse son successeur de créer de l'anarchie, tandis que celui-ci réplique en estimant que le ministre de l'Intérieur, en faisant procéder à l'évacuation, empièterait sur ses propres compétences, puis en portant des accusations non nominales graves contre certains de ses collègues
Le secrétariat central du PCN-M constate l'aggravation de la crise et, le 19 septembre 2008, demande au ministre de choisir entre présenter des excuses pour son comportement jugé inapproprié ou présenter sa démission. Matrika Yadav se résout à présenter sa démission au Premier ministre, le jour même, tout en accusant les deux autres grands partis membres de la coalition gouvernementale – le PCN-M et le MJF –, d'agir contre le peuple. Le Premier ministre, Pushpa Kamal Dahal, en partance pour une importante visite de travail aux États-Unis, accepte la démission de son ministre et informe le cabinet, le lendemain, qu'il assurera lui-même l'intérim des fonctions de ministre de la Réforme agraire jusqu'à la nomination d'un remplaçant.